# 晋宁公主
晋宁公主（？—？），河南郡洛阳县人，魏文成帝拓跋濬孙女，安乐王拓跋长乐之女。晋宁公主嫁给了太子舍人崔夤，她刚正有志节，且有德行。